# Gloria Platero
Gloria Platero Coello (Ciudad Real) es una física española cuya investigación involucra la simulación computacional de puntos cuánticos y otros comportamientos cuánticos en nanoestructuras. 

## Biografía
Se doctoró en la Universidad Autónoma de Madrid con una tesis en el campo de Teoría de la Materia Condensada, bajo la dirección de Federico García Moliner. Fue investigadora postdoctoral en el Instituto Max Planck de Altos Campos Magnéticos (ahora Laboratoire National des Champs Magnétiques Intenses) en Grenoble, Francia. Desde 2005 trabaja en el Consejo Superior de Investigaciones Científicas (CSIC) como profesora de investigación en el Instituto de Ciencia de Materiales de Madrid (ICMM), en el que dirige el grupo: Nuevas Plataformas y Nano-dispositivos para Simulación y Computación Cuántica. También es responsable (CSIC) de la Unidad Asociada al grupo de Matemática Aplicada (U. Carlos III).

## Premios y reconocimientos
- 2022 Fue elegida miembro de la Sociedad Estadounidense de Física (APS), después de una nominación de la División de Información Cuántica de la APS, "por sus contribuciones clave en física teórica al desarrollo de nuevas funcionalidades y protocolos de circuitos cuánticos necesarios para implementar aplicaciones de información cuántica en sistemas reales".[2]
- 2023 Premiada con el galardón Emmy Noether 2023 de la European Physical Society.[1]